# Montes Haemus
Montes Haemus är en bergskedja på norra delen av den sida av månen som är vänd mot jorden. Den har fått sitt namn av Jan Hevelius efter ett antikt namn på en bergskedja i Thrakien på Balkan i Europa på Jorden.
Montes Haemus sträcker sig omkring 400 km från trakten väster om kratern Aratus i nordväst i sydostlig riktning med månhavet Mare Serenitatis längs hela dess nordöstra sida. Längs detta månhavs kant sträcker sig ravinen Rima Sulpicus Gallus i 90 kilometer och sydost om den ligger kratern Sulpicius Gallus. Bergskedjan slutar i sydost vid kratern Menelaus. Längs bergskedjans sydvästra sida ligger flera små månhav skilda åt av mindre berg, från nordväst mot sydost är dessa Lacus Odii, Lacus Doloris, Lacus Gaudii och Lacus Hiemalis. Söder om Lacus Gaudii, öster om Lacus Hiemalis, ligger också Lacus Lenitatis. Öster om detta månhav, söder om Lacus Doloris, ligger den stora kratern Manilius. 